# Koło

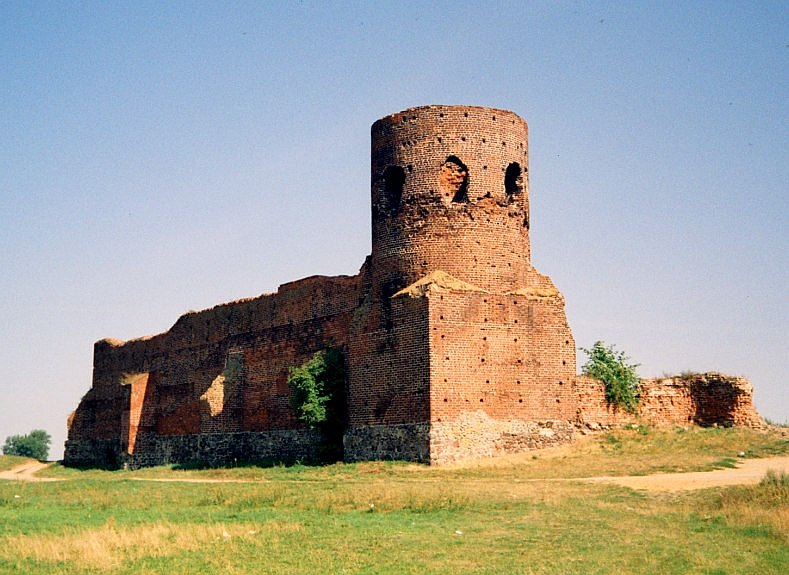
Královský hrad

Koło (německy Warthbrücken) je jedno z nejstarších polských měst, ležící ve Velkopolsku v okrese Koło na řece Wartě. V současnosti má rozlohu 13,85 km² a 23 334 obyvatel. Nejznámější budovou města je městská radnice.